# Morning Sun
«Morning Sun» es el tercer sencillo del cantante británico Robbie Williams de su álbum de estudio Reality Killed The Video Star. EMI Music Francia, dejó "Morning Sun" como un sencillo de radio en Francia en vez de "You Know Me".El sencillo será lanzado el 15 de marzo de 2010 y la canción se utilizará como una obra de caridad dentro de la asociación "Sport Relief 2010". Todas las ganancias del sencillo, serán donados a la caridad.

## La asociación con Sport Relief
El 27 de enero, en la web oficial, aparte de dar la noticias de su nuevo sencillo, Morning Sun también ha sido elegido como el sencillo oficial de Sports Relief, y todos los beneficios de la empresa de registro y derechos de autor artista de ventas digitales del Reino Unido a la caridad, así como todos los ingresos de publicación.
Comentario de Robbie: "Estoy muy feliz de donar mi tiempo para ayudar a Sport Relief y agradezco a mi co-escritores para hacer lo mismo. Por favor únase a nosotros para ayudar a esta causa tan valiosa".
Sports Relief es uno de los eventos de recaudación de fondos más grande del Reino Unido, recaudando más de 80 millones de libras, desde su lanzamiento en 2001.

## Video musical
El vídeo musical es estrenado el 12 de febrero, por el programa One Show de la BBC 1, lo cual más tarde también se podrá ver en su web. 
Dirigido por Vaughan Arnell, director de clásicos vídeos de Robbie, incluyendo Angels, Feel y, más recientemente, Bodies, el vídeo musical Morning Sun, se ve Robbie disparado fuera del espacio en un viaje intergaláctico a través de las estrellas. Grabado en los estudios Universal, en Los Ángeles.

## Sencillos
| Sencillo                       | Formato          | Temas                                                                                | Editora Promocional   |
| ------------------------------ | ---------------- | ------------------------------------------------------------------------------------ | --------------------- |
| Morning Sun (Live from Berlin) | Digital (Itunes) | 1.Morning Sun (Live from Berlin 2009) 4:07                                           | Chrysalis Records Ltd |
| Morning Sun                    | Sencillo en CD   | 1.Morning Sun 2.Elastik                                                              | Virgin                |
| Morning Sun                    | Promo CD         | 1. Radio Edit 2. Album Version 3. Instrumental                                       | Virgin                |
| Morning Sun                    | Digital (Amazon) | 1.Morning Sun (4:06) 2. Morning Sun (Live from BBC Electric Proms) (3:57)            | Chrysalis UK          |
| Morning Sun                    | Digital (Itunes) | 1.Morning Sun (4:06) 2. Morning Sun (Live from BBC Electric Proms) (3:57) 3. Elastik | Chrysalis UK          |

## Posicionamiento
| Listas                                   | Puesto | Semanas |
| ---------------------------------------- | ------ | ------- |
| Itunes: UK Top 200                       | 166    |         |
| Amazon - MP3 Downloads > MP3 Songs       | 37     |         |
| Amazon - MP3 Downloads > MP3 Songs > Pop | 26     |         |
| Itunes Top 100 - Music Videos            | 35     |         |